# Distrigas
Distrigas (Frans: Distrigaz) was een Belgisch gasbedrijf.

## Geschiedenis
Distrigas werd op 8 januari 1929 door het Britse gasbedrijf Imperial Continental Gas Association opgericht.
Voor 1994 was Distrigas voor 50% in handen van de Nationale Investeringsmaatschappij (NIM), een overheidsholding. Andere private aandeelhouders waren Tractebel en de Britse multinational Shell. In 1994 werd de NIM geprivatiseerd en aan de holding Ackermans & van Haaren verkocht. De overheid verbond daaraan de voorwaarde dat het belang van de NIM in Distrigas doorverkocht moest worden aan de grootste privéaandeelhouder, Tractebel, en de Belgische gemeenten. Om de belangen van de Belgische gemeenten te bundelen werd in 1996 de holding Publigas in het leven geroepen. Initiële aandeelhouders waren de Vlaamse Energieholding en de investeringsmaatschappij van het Waals Gewest Socofe. Later traden ook intercommunales tot Publigas toe. Tractebel, dat al 33% in Distrigas bezat, kreeg de meerderheid in de gasdistributeur via de tussenholding Distrihold waarin het 50%+1 bezat en Publigas 50%-1. In 1996 zag het aandeelhouderschap er als volgt uit: Tractebel (41,63%, rechtstreeks en via Distrihold), Publigas (25%, rechtstreeks en via Distrihold), Shell (16,67%) en het publiek.
In 2001 werden de gastransportactiviteiten van Distrigas afgesloten, waardoor netbeheerder Fluxys ontstond. Dit gebeurde conform de Europese richtlijnen omtrent de liberalisering van de energiemarkt. Op dat moment zag het aandeelhouderschap er als volgt uit: Tractebel (38,46%), Distrihold (16,75%), Shell (16,67%), Publigas (16,62%) en het publiek (11,57%).
In 2004 kocht de Frans-Belgische holding Suez het belang van 15,67% van Shell over. Via dochteronderneming Tractebel controleerde Suez reeds een groot deel van Distrigas. Het had nu een economisch belang van 63,48%.
In 2005 werd Distrihold opgedoekt. Op dat moment controleerde Suez rechtstreeks 57,25% van Distrigas en Publigas 31,25%.
In juli 2008 fuseerde Suez met Gaz de France tot GDF Suez (later Engie). Suez verkocht in mei 2008 Distrigas aan het Italiaanse energiebedrijf Eni. Dit was een van de voorwaarden die de Europese Commissie had opgelegd om de fusie van Gaz de France en Suez goed te keuren. Ook Publigas verkocht haar belang van 31,25% in Distrigas aan Eni.

## Bestuur
| Periode     | Voorzitter         |
| ----------- | ------------------ |
| ? - 2004    | Jean-Pierre Hansen |
| 2005 - 2008 | Willy Bosmans      |

| Periode     | CEO               |
| ----------- | ----------------- |
| 2000 - 2004 | Willy Bosmans     |
| 2005 - 2006 | Alain Janssens    |
| 2006 - 2008 | Erwin Van Bruysel |